# 麴町站
麴町站（日语：／ Kōjimachi eki */?）是位於日本東京都千代田區麴町，屬於東京地下鐵有樂町線的鐵路車站。車站編號是Y 15。本站的正式站名是，但站内標示卻混用和。

## 歷史
- 1974年（昭和49年）10月30日：帝都高速度交通營團（營團地下鐵）有樂町線車站開業。
- 2004年（平成16年）4月1日：帝都高速度交通營團（營團地下鐵）民營化，此站由東京地下鐵繼承。

## 車站構造

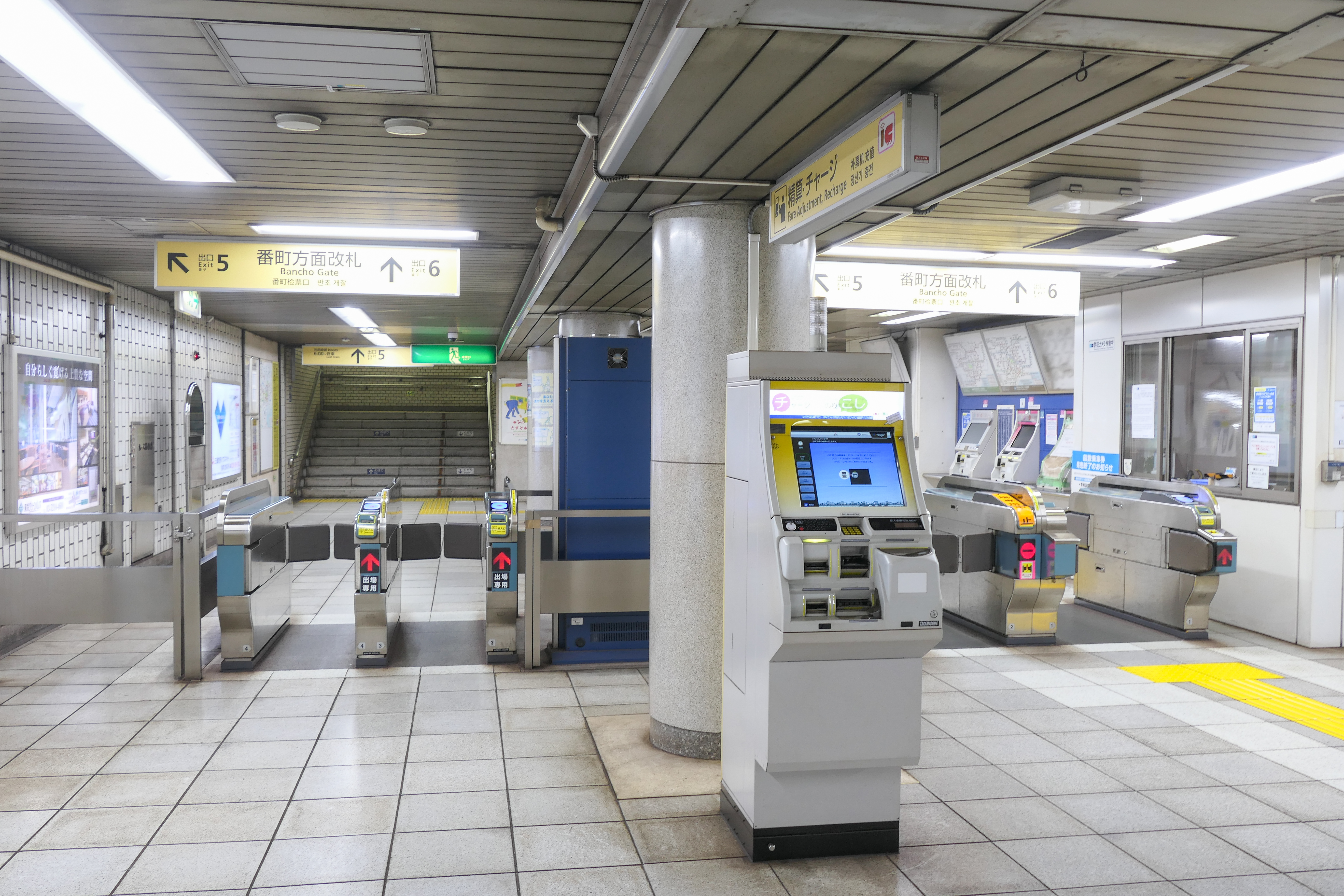
往番町方向的驗票口 (2023年3月)

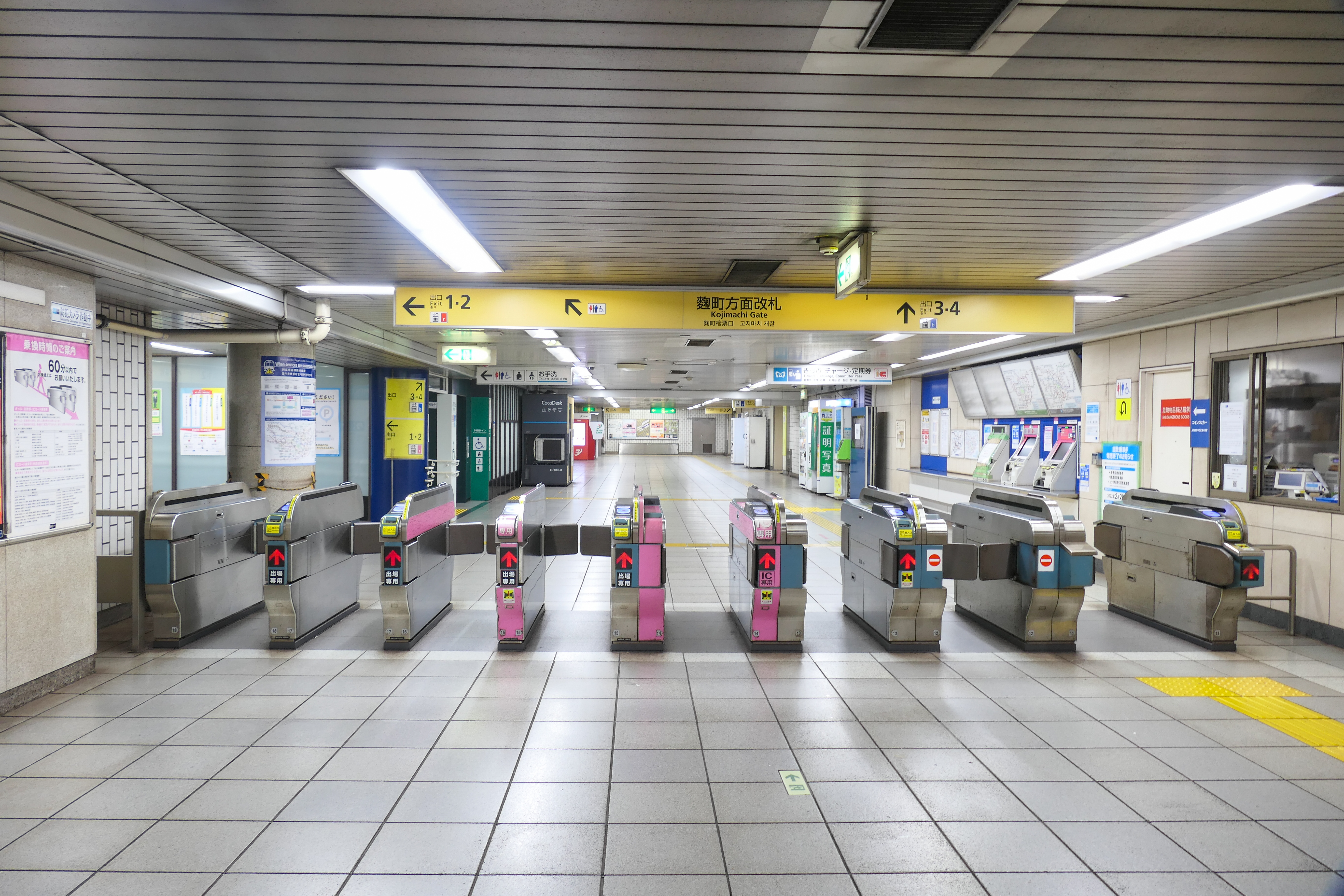
往麴町方向的驗票口 (2023年3月)

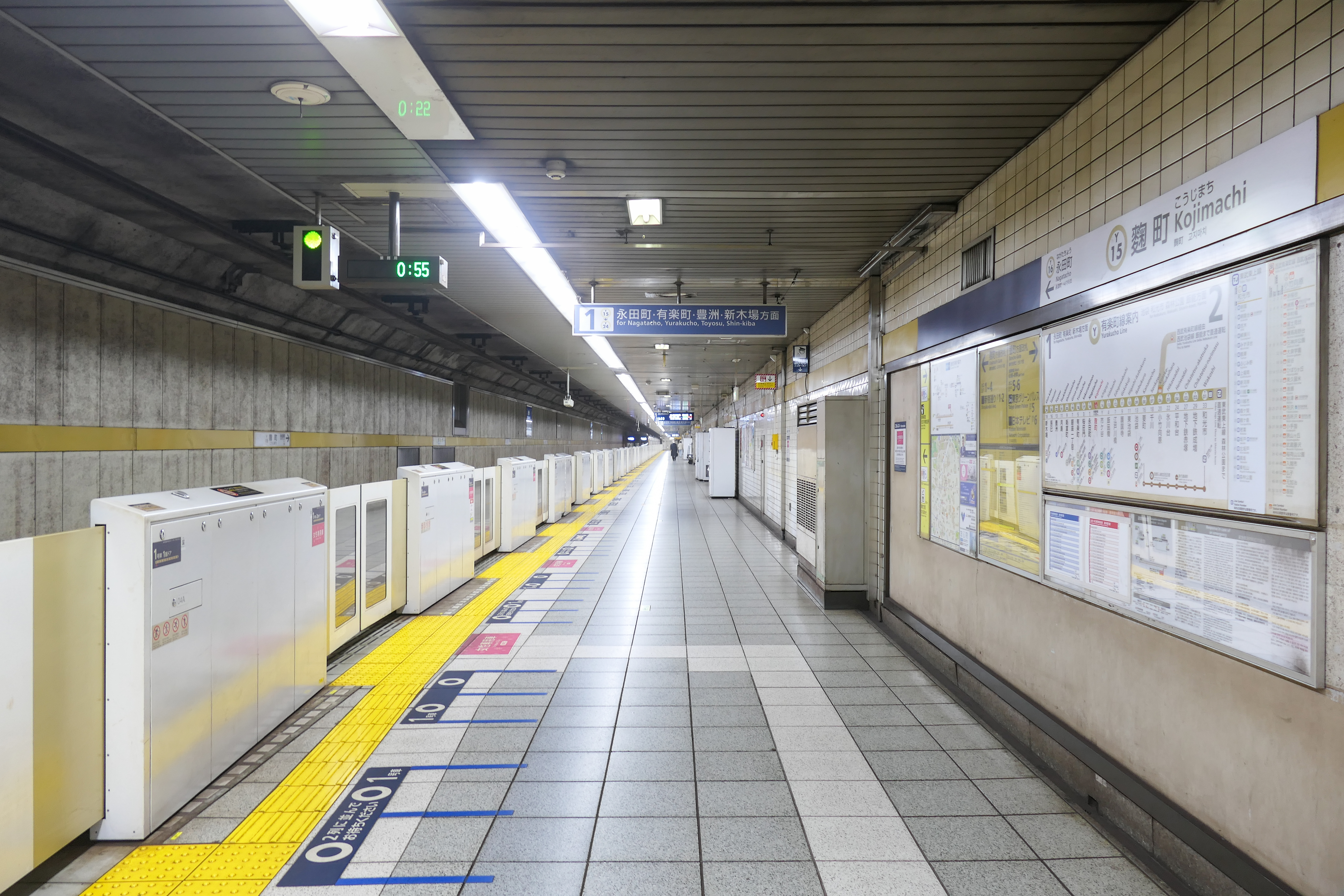
1號月台 (2023年3月)

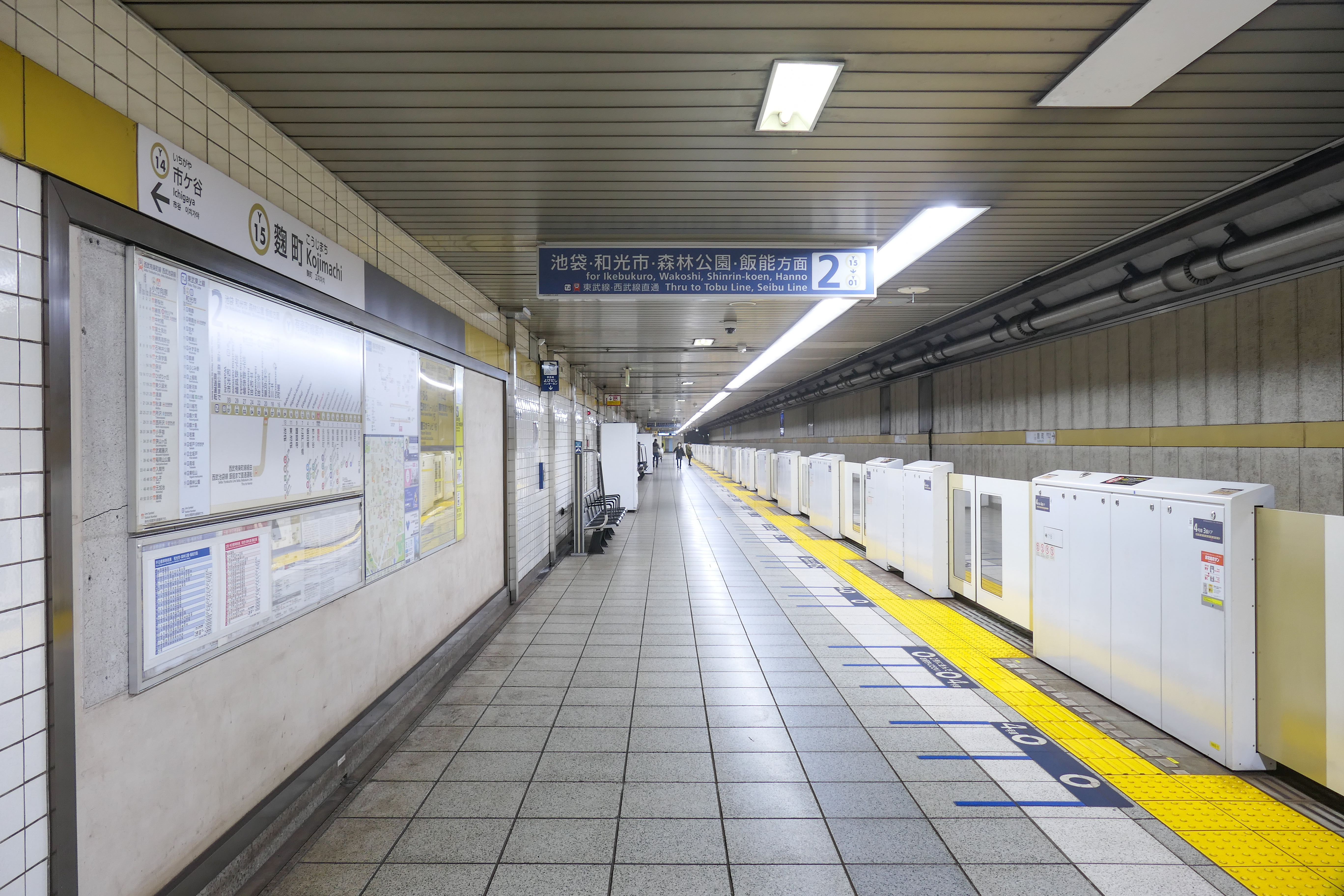
2號月台 (2023年3月)

本站是地下車站，站內設有上下雙層兩座側式月台（疊式月台）與兩條乘車線，其中地下1樓是大廳與剪票口，地下二樓是往新木場方向的1號線月台，地下三樓則是往和光市方向的2號線月台，月台皆位於行進方向的右側。站內設有電梯、公共廁所與公用電話等常見設施，以及方便輪椅出入的無障礙空間規劃。而站內也設有小型商店。本站的主要設施都聚集在1至4號出口之間的穿堂處，1號與2號出口可以直接通往地面，但其他的出口則大多連結至附近建築物的地下樓層。

### 月台配置
| 月台 | 路線     | 目的地                           | 備註 |
| ---- | -------- | -------------------------------- | --- |
| 1    | 有樂町線 | 永田町、有樂町、新木場方向       | |
| 2    | 有樂町線 | 池袋、和光市、森林公園、飯能方向 | 和光市站直通 東武東上線（直通至森林公園站）、或 小竹向原站直通 西武池袋線（經 西武有樂町線直通至飯能站） |

（來源：東京地下鐵:構內圖 （页面存档备份，存于））

## 利用狀況
2017年度1日平均上下車人次為65,797人，為有樂町線運量最高的非轉乘站（不與其他路線交會者）。
近年1日平均上下車、上車人次變化如下表。
| 年度               | 1日平均 上下車人次 | 1日平均 上車人次 | 來源     |
| ------------------ | ------------------ | ---------------- | -------- |
| 1992年（平成04年） |                    | 30,649           | [ * 1 ]  |
| 1993年（平成05年） |                    | 29,444           | [ * 2 ]  |
| 1994年（平成06年） |                    | 28,353           | [ * 3 ]  |
| 1995年（平成07年） |                    | 28,306           | [ * 4 ]  |
| 1996年（平成08年） |                    | 28,203           | [ * 5 ]  |
| 1997年（平成09年） |                    | 28,110           | [ * 6 ]  |
| 1998年（平成10年） |                    | 27,690           | [ * 7 ]  |
| 1999年（平成11年） |                    | 26,500           | [ * 8 ]  |
| 2000年（平成12年） |                    | 26,710           | [ * 9 ]  |
| 2001年（平成13年） |                    | 27,512           | [ * 10 ] |
| 2002年（平成14年） |                    | 27,132           | [ * 11 ] |
| 2003年（平成15年） | 54,543             | 25,970           | [ * 12 ] |
| 2004年（平成16年） | 50,712             | 24,967           | [ * 13 ] |
| 2005年（平成17年） | 52,578             | 25,888           | [ * 14 ] |
| 2006年（平成18年） | 54,889             | 27,230           | [ * 15 ] |
| 2007年（平成19年） | 56,348             | 27,888           | [ * 16 ] |
| 2008年（平成20年） | 55,276             | 27,321           | [ * 17 ] |
| 2009年（平成21年） | 53,560             | 26,458           | [ * 18 ] |
| 2010年（平成22年） | 52,399             | 25,917           | [ * 19 ] |
| 2011年（平成23年） | 51,325             | 25,509           | [ * 20 ] |
| 2012年（平成24年） | 54,843             | 27,101           | [ * 21 ] |
| 2013年（平成25年） | 58,149             | 28,819           | [ * 22 ] |
| 2014年（平成26年） | 59,871             | 29,693           | [ * 23 ] |
| 2015年（平成27年） | 61,119             | 30,309           | [ * 24 ] |
| 2016年（平成28年） | 63,526             | 31,485           | [ * 25 ] |
| 2017年（平成29年） | 65,797             |                  |          |

## 車站周邊
- 千代田區役所麴町出張所、麴町區民館
- 千代田區立四番町圖書館
- ikiikiplaza一番町（いきいきプラザ一番町）
- 千代田區立麴町中學校（日语：千代田区立麹町中学校）
- 比利時駐日大使館（荷兰语：Belgische ambassade in Japan）
- 以色列駐日大使館
- 葡萄牙駐日大使館
- 愛爾蘭駐日大使館
- 盧森堡駐日大使館
- 千代田一番町郵便局
- 東京Green Palace
  - 全國市町村職員共濟組合連合會（日语：全国市町村職員共済組合連合会）
- 新宿通（國道20號）
- 索尼音樂娛樂六番町本社大樓
- 善國寺坂（日语：善国寺坂）
- 參議院麴町議員宿舍
- 海事中心大樓
  - 海技振興中心（日语：海技振興センター）
  - 海事中心大樓内郵便局
- 文藝春秋本社
- 鐵道弘濟會（日语：鉄道弘済会）
- 交通新聞社（日语：交通新聞社）本社
- 7&I控股本社
- GLOBIS經營大學院大學（日语：グロービス経営大学院大学）東京校
- 日本教育大學院大學（日语：日本教育大学院大学）
- 城西大學本部、東京紀尾井町校區
- 河合塾（日语：河合塾）麴町校
- 半藏門站、四谷站（步行數分）。
- 麴町學園女子中學校、高等學校（日语：麹町学園女子中学校・高等学校）

## 可供轉乘的巴士路線
- 「麴町四丁目」停留所
  - 都03系統：往 晴海埠頭 方向、四谷站前 方向
  - 宿75系統：往 三宅坂（日语：三宅坂） 方向、新宿站西口/東京女子醫大 方向
- 橋63系統：小瀧橋車庫方向／新橋站方向
- 日立自動車交通（日语：日立自動車交通）
  - 千代田區福祉交通車「風車」：麴町線

番町
- 都營巴士
  - 橋63系統：小瀧橋車庫方向／新橋站方向
- 日立自動車交通
  - 千代田區「風車」：富士見、神保町線

## 麴町車站與有樂町線
1974年（昭和48年）11月1日至12月15日，有樂町線未通車前，營團曾舉辦路線名稱的公募比賽。當時有30,591個建議，不計重複的也有2,519個，經統計後票数計第一名的是「麴町線」，第二名是目前的路線名稱「有樂町線」，除此之外「有樂線」則排名第5名。但相關單位最後還是因為「麴」字日文發音較困難的緣故，捨棄了得票數最高的「麴町線」之命名方式，而將新線命名為「有樂町線」。
另外值得一提的是公募中有人提出以「袋鼠線」作為路線名，因為路線途經的兩個著名地點有樂町與池袋的地名，令人聯想起有袋動物之故。

## 相鄰車站
東京地下鐵
 有樂町線
市谷（Y 14）－麴町（Y 15）－永田町（Y 16）

### 來源
東京都統計年鑑
1. ↑  .   [2013-07-06]. （原始内容存档于2013-08-15）.
2. ↑  .   [2013-07-06]. （原始内容存档于2013-02-03）.
3. ↑  .   [2013-07-06]. （原始内容存档于2013-02-03）.
4. ↑  .   [2013-07-06]. （原始内容存档于2013-02-03）.
5. ↑  .   [2013-07-06]. （原始内容存档于2013-02-03）.
6. ↑  .   [2013-07-06]. （原始内容存档于2016-03-04）.
7. ↑  東京都統計年鑑（平成10年）PDF
8. ↑  東京都統計年鑑（平成11年）PDF
9. ↑  .   [2013-07-06]. （原始内容存档于2016-03-04）.
10. ↑  .   [2013-07-06]. （原始内容存档于2016-03-04）.
11. ↑  .   [2013-07-06]. （原始内容存档于2017-07-29）.
12. ↑  .   [2013-07-06]. （原始内容存档于2017-07-29）.
13. ↑  .   [2013-07-06]. （原始内容存档于2017-07-29）.
14. ↑  .   [2013-07-06]. （原始内容存档于2017-07-29）.
15. ↑  .   [2013-07-06]. （原始内容存档于2017-07-29）.
16. ↑  .   [2013-07-06]. （原始内容存档于2017-07-29）.
17. ↑  .   [2013-07-06]. （原始内容存档于2017-07-29）.
18. ↑  .   [2013-07-06]. （原始内容存档于2016-03-26）.
19. ↑  東京都統計年鑑（平成22年）[]
20. ↑  東京都統計年鑑（平成23年）[]
21. ↑  東京都統計年鑑（平成24年）[]
22. ↑  東京都統計年鑑（平成25年）[]
23. ↑  .   [2017-05-02]. （原始内容存档于2017-07-30）.
24. ↑  .   [2019-01-11]. （原始内容存档于2018-11-09）.
25. ↑  .   [2019-01-11]. （原始内容存档于2019-05-02）.

## 外部連結
- 麴町/Y15 | 路線・車站資訊 | 東京地下鐵